# Hämeenlinna
Hämeenlinna (Tavastehus és el nom suec) és una ciutat al sud de Finlàndia, capital de la regió de Tavàstia Pròpia. Tenia una població d'uns 68.215 habitants i l'emblema de la ciutat és el castell medieval de Hämeenlinna.

## Història
Hämeenlinna va néixer com un petit poblat viking anomenat Vanaja, del qual no queden restes, que fou conquerit per Valdemar II de Dinamarca en 1250 durant la Segona Croada Sueca, construint-se el Castell de Häme (Tavastehus) el segle xiv, per assegurar el domini suec sobre la regió, i va esdevenir ciutat el 1630. El tret característic d'aquesta ciutat és la reconeguda tradició acadèmica. La primera línia ferroviària de Finlàndia va unir Hèlsinki i Hämeenlinna el 1862.

## Llocs d'interès
Tot i tractar-se d'una petita ciutat, podem trobar-hi fins a deu museus:
- Museu Aleksanteri Ahola-Valo Museum
- Castell de Häme
- Museu d'història de Hämeenlinna
- Museu d'art
- Museu "Casa de Palander"
- Casa de Jean Sibelius
- Museu de l'electricitat Elektra
- Museu de l'artilleria
- Museu regional de Vanaja
- Museu de la presó

A més dels museus, hi ha diverses rutes per reserves naturals i possibilitat de fer una volta pel riu en barca. El principal atractiu turístic de la ciutat és el Castell de Häme.

## Persones il·lustres
- Victorine Nordenswan (1838—1872), pintora de l'Escola de pintura de Düsseldorf, especialista en temes religiosos.
- Jean Sibelius (1865-1957), compositor. Reconegut com el compositor més destacat de Finlàndia.
- J. K. Paasikivi (1870-1956), 7è president de Finlàndia entre 1946 i 1956.
- Eino Leino (1878-1926), poeta i periodista.
- Armas Launis (1884-1959), compositor, investigador de música popular, professor de música, escriptor i periodista.
- Jouko Ahola (1970-), guanyador de la competició de l'Home més fort del món de 1997 i 1999, i actor.
- Marko Mäkilaakso (1978-), director de videoclips i de cinema.
- Kimi Räikkönen, (1979-) pilot de Formula 1 i de ral·li.
- Antony Hämäläinen (1980-), vocalista i actual membre del grup Til The End.
- Antti Miettinen (1980-), jugador professional d'hoquei sobre gel a l'NHL.
- Juuse Saros (1995-), jugador professional d'hoquei sobre gel a l'NHL.
- Turisas (1997-), grup de folk metal, power metal i symphonic metal.

## Ciutats agermanades

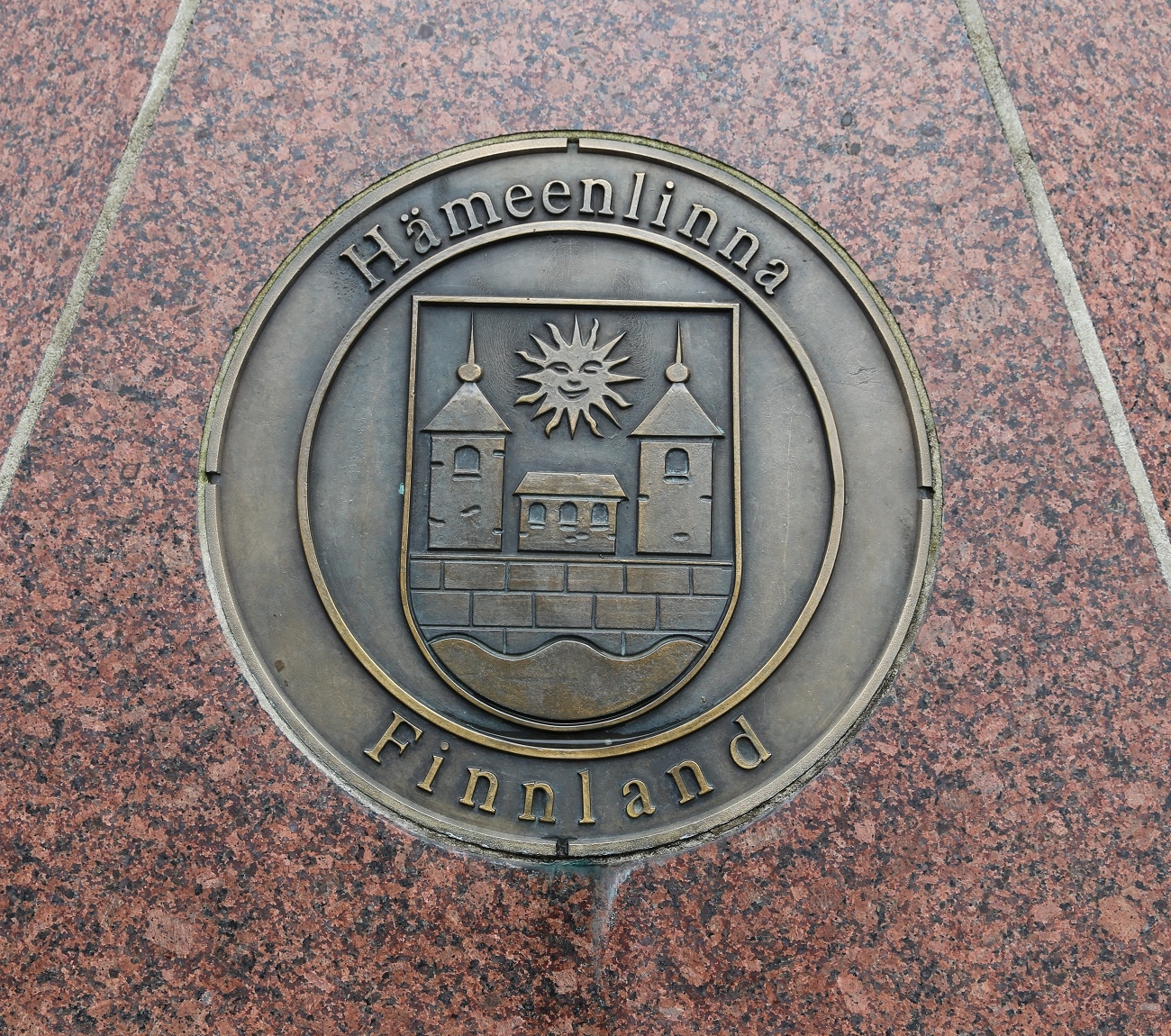
Placa commemorativa a Celle (Alemanya) de l'agermanament amb Haemeenlinna.

Hämeenlinna manté una relació d'agermanament amb les següents ciutats:
- Hafnarfjörður (Islàndia), des del 1950
- Bærum (Noruega), des del 1950
- Torun (Polònia), des del 1989
- Uppsala (Suècia), des del 1940
- Celle (Alemanya), des del 1971
- Weimar (Alemanya), des del 1961
- Frederiksberg (Dinamarca), des del 1947
- Püspökladány (Hongria), des del 1987
- Tver (Rússia), des del 1954
- Tartu (Estònia), des del 1991
- Lucca (Itàlia), des del 2019
- Sumi (Ucraïna), des del 2024